# 赤ちゃんはいいな
『赤ちゃんはいいな』(Baby Puss、1943年12月25日)は『トムとジェリー』の作品のひとつ。日本においてはパブリックドメインである。

## スタッフ
- 監督 - ウィリアム・ハンナ　ジョセフ・バーベラ
- 製作 - フレッド・クインビー(初公開版ではクレジット無し)
- 作画 - ケネス・ミューズ(初公開版では、ケン・ハリス名義)　ピーター・バーネス　レイ・パターソン　アーヴン・スペンス
- 音楽 - スコット・ブラッドリー

## 作品内容
飼い主の娘の赤ちゃんごっこにつき合わされていたトム。オムツを付けられ無理やりベビーベッドで寝かされウンザリしたトムだったが、娘に与えられた哺乳ビンの中に好物のミルクがあったため上機嫌になり、ふざけ半分に喃語を飛ばしながらミルクを飲んでいた。
そんな「ミルクの時間」を満喫するトムを目撃したジェリーは、子守唄用のレコードを流し赤ちゃんのマネをしてトムを冷やかす。怒ったトムはジェリーを追いかけ、ジェリーはドールハウスに逃げ込む。ドールハウスの中ではジェリーが入浴のフリをして誤魔化していたものの、トムに見つかってしまう。そこでジェリーは人形の服を着てメスネズミに変装して誤魔化そうとするが、服が脱げてしまったためにバレてしまう。トムはジェリーをドールハウスから引き出そうとするが、娘に見つかりベッドに戻されてしまう。娘は赤ちゃんはずっと寝ていないと駄目だと言い、「今度起きたらひまし油を飲ませるからね」と警告し、再び部屋を出る。
その後トムは「ミルクの時間」を満喫していたが、ジェリーはブッチら野良猫3人組にトムが赤ちゃんごっこをしている姿を見せる。そして3人組はジェリー同様に赤ちゃんのまねをして冷やかし、トムはカンカンに怒る。いたずら紛いの子守ごっこは段々エスカレートし、トムからミルクを横取りしたり、金魚鉢に放り投げオムツをびしょ濡れにしたり、オムツ交換の「手術」を経て、からかう様に「Mamãe eu quero（I want my mamma）」を歌い踊り始める。しかし、娘にそれが見つかってしまい、ブッチらはトムを残して逃げ出す。
娘から一方的に「おとなしくしない悪い子」と責め立てられた哀れなトムは、忠告通りひまし油のお仕置きを受ける羽目に。ジェリーはトムの尻尾をくるみ割り機で挟んで口を無理やり開けさせ、油を飲ませる。ひまし油のあまりの苦さに吐き出すトム、そしてその姿を見て大笑いしていた所へ余った油を口いっぱいに受けたジェリーは、2匹仲良く同じポーズで吐き出すのだった。実質、引き分け回と言える。
エンドクレジットは一新されエンドクレジット2の「An MGM Tom and Jerry CATOON」が初めて表記されたのはこの作品である。

## 登場キャラクター
トム
飼い主の娘の赤ちゃんごっこに付き合わされ、ジェリーを追いかけると「おとなしくベッドで寝る」よう言われた。赤ちゃんごっこの様子はジェリーに誘われた悪友のブッチ・フランキー・トプシーに見つかり、3匹に虐められて酷い目に遭う。最後は帰宅した飼い主の娘を怒らせてしまい、罰としてひまし油を飲まされた（飼い主の娘を怒らせた元凶はブッチらだが、その全責任は自身が負う形となる）。
ジェリー
トムが赤ちゃんごっこに付き合わされているのを見て面白がり、自らも赤ちゃんに扮してトムの攻撃を巧みにかわすと共に、外にいたブッチらを誘ってトムの赤ちゃんごっこに参戦させる。最後はひまし油を嫌がるトムの尻尾をペンチで挟んで口を開けさせるが、（キャップが開いていたひまし油入りボトルが倒れ中身がこぼれたため）そのひまし油が自身の口へも流れ込んでしまい、結局トムと並んで嘔吐した。
飼い主の娘
飼い猫のトムを赤ちゃんごっこの道具として用いベッドへ寝かしつける。そのトムがネズミのジェリーを追いかけていたのを見つけると、「ベッドでおとなしく寝ないと罰としてひまし油を飲ませる」と通告してトムをベッドへ戻し、自身は買い物へ出かける。やがて帰宅後にトムがブッチらと一緒にふざけていたのを見つけると憤慨し、最後は罰としてトムにひまし油を飲ませた。
ブッチ・フランキー・トプシー
トムの悪友野良猫で、ブッチとトプシーは本作にて初登場。トムが赤ちゃんごっこの道具にされているのをジェリーが見せると面白がって乱入し、トムを虐める。最後は飼い主の娘に見つかってしまい、トムを残して一目散に逃げだした。
金魚
トムの家で飼われている。トプシーによってトムのおむつ内へ投げ入れられ、その中で動き回った。